# Panasonic FS A1 GT
Panasonic FS A1 GT (FS A1 GT) је кућни рачунар, производ фирме Панасоник (Panasonic) који је почео да се израђује у Јапану током 1991. године.
Користио је Zilog Z80A и R800 (16-битни RISC процесор) као централни микропроцесор а RAM меморија рачунара FS A1 GT је имала капацитет од 512 KB + 32 KB S-RAM (бекап).
Као оперативни систем кориштен је MSX-DOS V2.31.

## Детаљни подаци
Детаљнији подаци о рачунару FS A1 GT су дати у табели испод.
|                       | |
| [ 1 ]                 | |
| Произвођач            | Панасоник |
| Тип                   | кућни рачунар |
| Меморија              | 512 + 32 S-RAM (бекап) |
| Поријекло             | Јапан |
| Година                | 1991 |
| Тастатура             | тастатура са пуним помаком тастера, стандардни распоред, 91 тастер |
| Процесор              | и (16-битни процесор) |
| Фреквенција процесора | Z80A: 3,579545 / R800: 28,636360 |
| RAM                   | 512 + 32 S-RAM (бекап) |
| ROM                   | 32 (BASIC/BIOS ROM) + 32 (SUBROM MSX-BASIC V4.0) + 16 (MIDI-Basic ROM) + 16 (MSX Disk Basic) + 16 (Kanji Basic) + 512 (MSX View) + 2 (јапански едитор текста, програм за табличне прорачуне и програм за примјер) + MSX JE ROM (са око 32000 знакова) |
| Текст                 | 80 x 25 / 40 x 25 / 32 x 25 |
| Графика               | 64 x 48 / 256 x 192 / 256 x 212 / 512 x 212 / 512 x 424 |
| Боја                  | 16 / 16 - 256 / 16 између 512 / 19268 |
| Звук                  | AY-8910 + YM-2413 chip (9 канална музика) + PCM 8-битни синтисајзер = 13 канала |
| Димензије             | 425 (ширина) x 292 (дубина) x 89 (висина) / 3,4 |
| Портови               | |
| Оперативни систем     | |